# Oberweißbacher Bergbahn
| Der Personenwagen der Standseilbahn |                |                                                                               |                                                                               |
| Streckennummer (DB): | 6691           |                                                                               |                                                                               |
| Kursbuchstrecke (DB): | 563            |                                                                               |                                                                               |
| Kursbuchstrecke: | 164m (1934)    |                                                                               |                                                                               |
| Streckenlänge: | 3,986 km       |                                                                               |                                                                               |
| Spurweite: | 1800 / 1435 mm |                                                                               |                                                                               |
| Maximale Neigung: | 250 ‰          |                                                                               |                                                                               |
| Streckengeschwindigkeit: | 30 km/h        |                                                                               |                                                                               |
| |                |                                                                               |                                                                               |
| \| \| \| Schwarzatalbahn von Katzhütte \| \| \| \| \| Drehscheibe \| \| \| \| 0,000 \| Obstfelderschmiede \| 339 m \| \| \| \| Schwarzatalbahn nach Rottenbach \| \| \| \| 0,676 \| Ausweiche der Standseilbahn \| Ausweiche der Standseilbahn \| \| \| 1,351 \| Lichtenhain a d Bergbahn \| 662 m \| \| \| \| \| \| \| \| \| Drehscheibe und Abstellbahnhof \| \| \| \| \| Bergbahnstraße \| \| \| \| \| Oberweißbacher Straße (Kreisstraße 26) \| \| \| \| \| Wirtschaftsweg \| \| \| \| 3,006 \| Oberweißbach-Deesbach (ehem. Bf) \| 664 m \| \| \| \| Wirtschaftsweg \| \| \| \| 3,986 \| Cursdorf (ehem. Bf) \| 678 m \| \| \| \| \| \| \| \| \| Betriebsstrecken zur Überstellung normalspuriger Fahrzeuge auf die Güterbühne \| \| |                |                                                                               |                                                                               |
| Verschwenkung von links (Strecke außer Betrieb) · Verschwenkung von rechts |                | Schwarzatalbahn von Katzhütte                                                 | Schwarzatalbahn von Katzhütte                                                 |
| Dienststation / Betriebs- oder Güterbahnhof (Strecke außer Betrieb) · Strecke |                | Drehscheibe                                                                   | Drehscheibe                                                                   |
| Kopfbahnhof Strecke bis hier außer Betrieb · Haltepunkt / Haltestelle | 0,000          | Obstfelderschmiede                                                            | 339 m                                                                         |
| Strecke · Strecke nach links |                | Schwarzatalbahn nach Rottenbach                                               | Schwarzatalbahn nach Rottenbach                                               |
| | 0,676          | Ausweiche der Standseilbahn                                                   | Ausweiche der Standseilbahn                                                   |
| Haltepunkt / Haltestelle Strecke ab hier außer Betrieb · Haltepunkt / Haltestelle Streckenanfang | 1,351          | Lichtenhain a d Bergbahn                                                      | 662 m                                                                         |
| Verschwenkung nach links (Strecke außer Betrieb) · Verschwenkung nach rechts |                |                                                                               |                                                                               |
| Dienststation / Betriebs- oder Güterbahnhof |                | Drehscheibe und Abstellbahnhof                                                | Drehscheibe und Abstellbahnhof                                                |
| Bahnübergang |                | Bergbahnstraße                                                                | Bergbahnstraße                                                                |
| Bahnübergang |                | Oberweißbacher Straße (Kreisstraße 26)                                        | Oberweißbacher Straße (Kreisstraße 26)                                        |
| Bahnübergang |                | Wirtschaftsweg                                                                | Wirtschaftsweg                                                                |
| Haltepunkt / Haltestelle | 3,006          | Oberweißbach-Deesbach (ehem. Bf)                                              | 664 m                                                                         |
| Bahnübergang |                | Wirtschaftsweg                                                                | Wirtschaftsweg                                                                |
| Haltepunkt / Haltestelle Streckenende | 3,986          | Cursdorf (ehem. Bf)                                                           | 678 m                                                                         |
| |                |                                                                               |                                                                               |
| Strecke quer (außer Betrieb) |                | Betriebsstrecken zur Überstellung normalspuriger Fahrzeuge auf die Güterbühne | Betriebsstrecken zur Überstellung normalspuriger Fahrzeuge auf die Güterbühne |

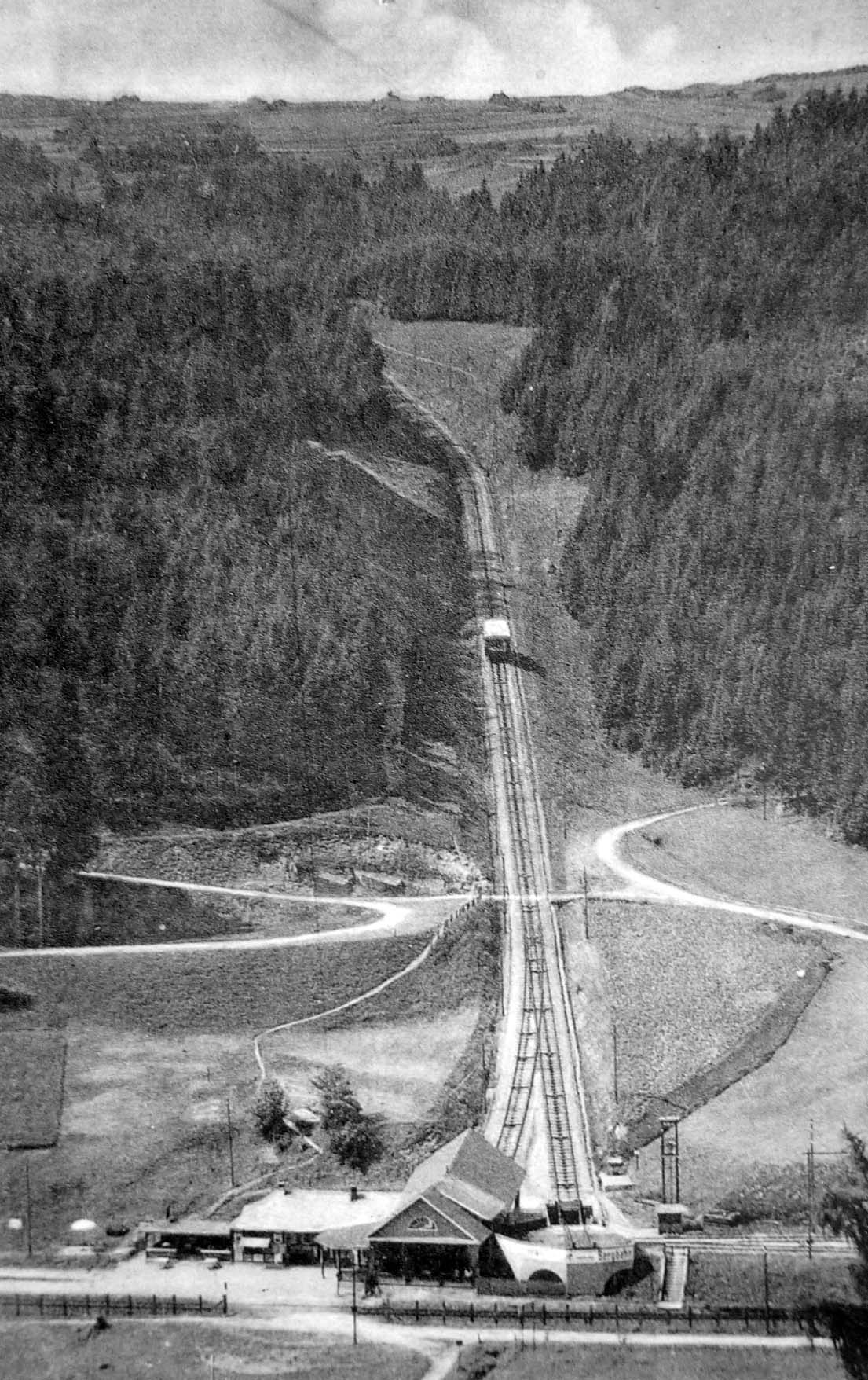
Oberweißbacher Bergbahn mit Talstation (Postkarte aus den 1930er Jahren)

Logo Oberweißbacher Berg- und Schwarzatalbahn

Die Oberweißbacher Bergbahn, 2020 umbenannt in Thüringer Bergbahn, ist eine Bahnstrecke im Thüringer Schiefergebirge. Sie verbindet seit 1922 den an der Schwarzatalbahn gelegenen Haltepunkt Obstfelderschmiede, der zur Stadt Schwarzatal gehört, mit der Gemeinde Cursdorf.
Die Bahn besteht aus einer 1,351 Kilometer langen breitspurigen Standseilbahn und einer daran anschließenden 2,635 Kilometer langen normalspurigen und elektrifizierten Adhäsionsbahn. Letztere wird zur Abgrenzung von der Seilbahn oft auch Flachstrecke genannt.
Beide Streckenteile sind betrieblich eng miteinander verbunden und stehen seit Januar 1982 als Denkmal der Produktions- und Verkehrsgeschichte unter Denkmalschutz.
Die Oberweißbacher Bergbahn wird seit 2002 von der DB RegioNetz Verkehrs GmbH Oberweißbacher Berg- und Schwarzatalbahn betrieben. Die Züge verkehren im Stundentakt. Die Bergbahn ist barrierefrei.

## Geschichte
Nachdem die Schwarzatalbahn am 18. August 1900 in Betrieb ging, waren die auf einer Hochfläche liegenden Ortschaften Lichtenhain, Oberweißbach, Deesbach und Cursdorf weiterhin nur schlecht erreichbar; besonders im Winter war ein Personen- und Gütertransport zeitweise nicht möglich. 
Verbindungen zwischen der Schwarzatalbahn sowie Ernstthal am Rennsteig und Lauscha wurden projektiert. Eine Bahnstrecke über die Hochfläche wäre technisch möglich gewesen; die Bau- und Betriebskosten standen aber in keinem vertretbaren Verhältnis zum Nutzen.
Nach Abwägung der Kosten (1,8 Millionen Mark kalkulierte Baukosten) gründeten der Freistaat Schwarzburg-Rudolstadt sowie die Gemeinden Lichtenhain, Oberweißbach, Deesbach und Cursdorf am 14. August 1919 die Oberweißbacher Bergbahn-Aktiengesellschaft. Zur Verbesserung der Verkehrssituation sollte eine Anbindung mit einer Standseilbahn an die Schwarzatalbahn entstehen. Geplant war eine Kombination aus einer 1,351 Kilometer langen Standseilbahn (mit Güterbühne zum Transport normalspuriger Eisenbahnwagen) und einer daran angeschlossenen 2,635 Kilometer langen Adhäsionsbahn.
Hierfür gründeten der Freistaat Schwarzburg-Rudolstadt und die Gemeinden Lichtenhain, Oberweißbach, Deesbach und Cursdorf im Juni 1919 die Oberweißbacher Bergbahn-Aktiengesellschaft.
Die saarländische Spezialfirma Gesellschaft für Förderanlagen Ernst Heckel aus Saarbrücken entwarf und lieferte die Seilbahntechnik. Die elektrische Antriebstechnik wurde separat von der Berliner Bergmann-Electrizitätsgesellschaft bezogen. Die restliche Strecke wurde nach Plänen von Wolfgang Bäseler im September 1919 als Arbeitsbeschaffungsmaßnahme begonnen. Dazu baute die Eisenbahndirektion Erfurt im Schwarzatal, neben der künftigen Talstation der Bergbahn, für die Schwarzatalbahn den neuen Haltepunkt Obstfelderschmiede. Er ging am 15. Februar 1922 in Betrieb; ebenso der Güterverkehr auf der Bergbahn. Im Herbst 1922 wurden automatisch wirkende Fangvorrichtungen eingebaut. Nach der Erprobung am 8. und 9. Januar und der eisenbahntechnischen Endabnahme am 15. Januar 1923 begann der Personenverkehr am 1. März 1923. Am 15. März 1923 eröffnete die Oberweißbacher Bergbahn AG ihre Strecke offiziell.
An die Stelle des Gründungsgesellschafters Freistaat Schwarzburg-Rudolstadt trat 1920 das Land Thüringen, das seine Anteile 1926 in die landeseigene Aktiengesellschaft Thüringische Werke aus Weimar einbrachte. Zum 1. April 1949 wurde die Bahn auf Anordnung der Deutschen Wirtschaftskommission von der Deutschen Reichsbahn übernommen.
Mitte der 1970er Jahre wurde die Transportkapazität mit 650.000 Passagieren pro Jahr errechnet.
Bereits 1982 wurde die Bergbahn als technisches Denkmal ausgewiesen. Seit dem 1. Januar 1994 gehört die Bergbahn zur Deutschen Bahn AG. Sie gilt als die einzige deutsche Seilbahn, die nicht in kommunalem oder privatem Besitz ist.
Zum 1. Januar 2002 wurde die Bahn zusammen mit der Schwarzatalbahn in die Tochtergesellschaft DB RegioNetz Oberweißbacher Berg- und Schwarzatalbahn (OBS) ausgelagert und von dieser für 20 Jahre gepachtet. Die OBS beschäftigt 29 Mitarbeiter. Sie ist als sogenanntes Profitcenter organisiert, mit vor Ort tätigen Vertretern der DB RegioNetz Infrastruktur GmbH (RNI) als Eisenbahninfrastrukturunternehmen und DB RegioNetz Verkehrs GmbH (RNV) als Eisenbahnverkehrsunternehmen. Im Jahr 2017 umfasste das Liniennetz 29 Kilometer, davon 28 Kilometer auf eigenem Streckennetz mit 10 eigenen Stationen. Pro Jahr werden 358.000 Zug-Kilometer erbracht und täglich 1200 Fahrgäste transportiert.

## Standseilbahn

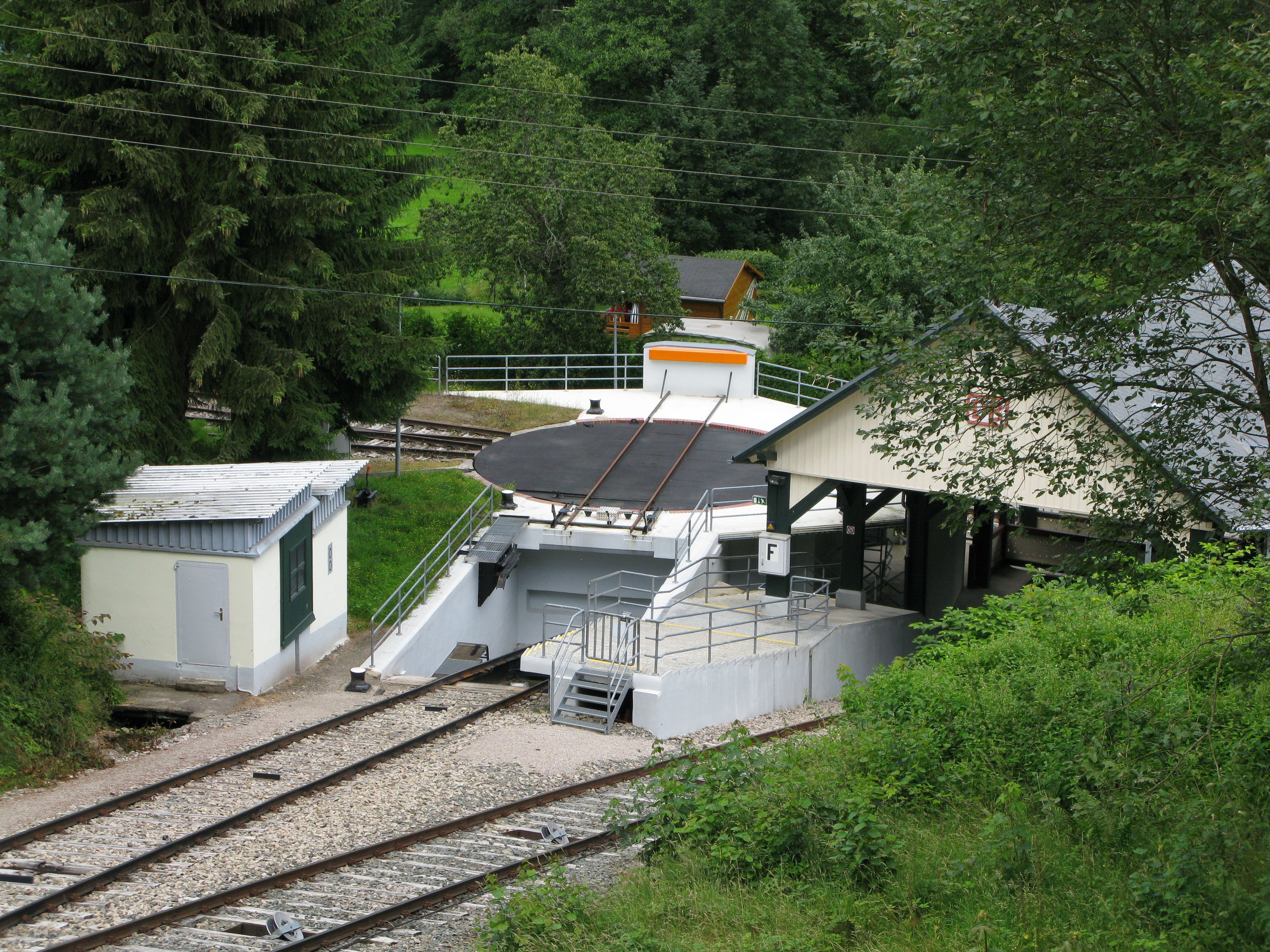
Drehscheibe der Talstation

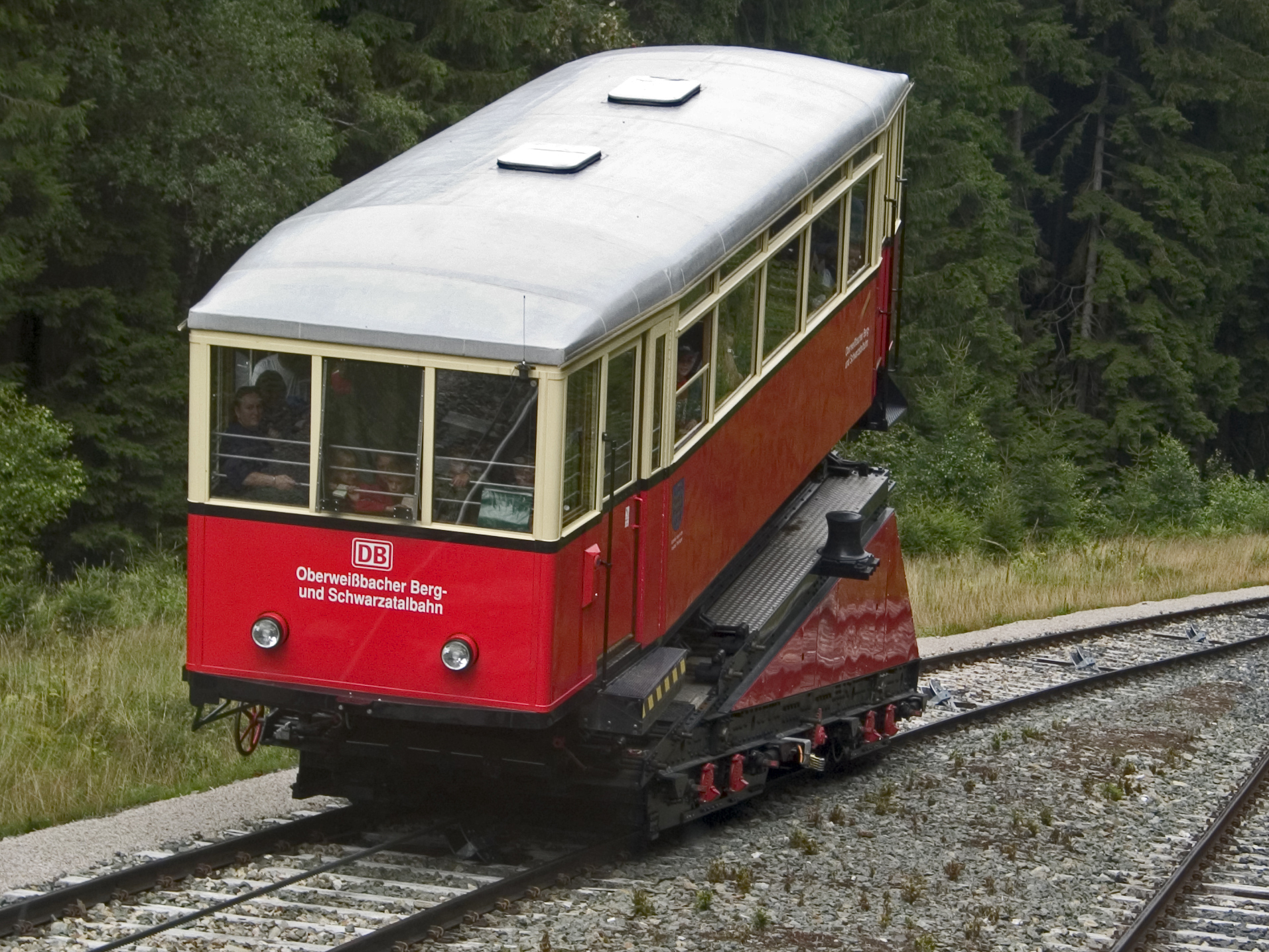
Die Güterbühne ist das Gegenstück zum Personenwagen, auf ihr der sog. Aufsetzwagen (ehemaliger Beiwagen der Schleizer Kleinbahn)

Der bemerkenswerteste Teil der Bahn ist die 1,351 Kilometer lange Standseilbahn, welche die Talstation am Haltepunkt Obstfelderschmiede mit der Bergstation Lichtenhain verbindet. Die Seilbahn ist mit einer Spurweite von 1800 Millimetern die einzige breitspurige Seilbahn Deutschlands und überwindet mit einer nahezu konstanten Steigung von 1:4 einen Höhenunterschied von 323 Metern.
Auf der Strecke pendeln abwechselnd ein Personenwagen (Wagen 1, 42 Sitzplätze, 58 Stehplätze, Leermasse 26 Tonnen) und eine sogenannte Güterbühne zum Transport normalspuriger Eisenbahnfahrzeuge (Leermasse 25 Tonnen, Tragfähigkeit 27 Tonnen). In Streckenmitte ist eine Abtsche Ausweiche angeordnet, welche die selbsttätige Vorbeifahrt der Wagen ermöglicht. In der Talstation leitet eine weitere Abtsche Weiche den Personenwagen in eine Bahnsteighalle und die Güterbühne an eine Verladerampe.
Die Güterbühne ermöglicht über Drehscheiben an den Enden der Standseilbahn einen Fahrzeugaustausch zwischen der Schwarzatalbahn und der bei der Bergstation anschließenden normalspurigen Adhäsionsstrecke. Sie wurde eigentlich für den 1966 eingestellten Güterverkehr konzipiert und kann zweiachsige Güterwagen bis zu einer Masse von 27 Tonnen befördern – die Gesamtmasse beträgt dann zirka 52 Tonnen.

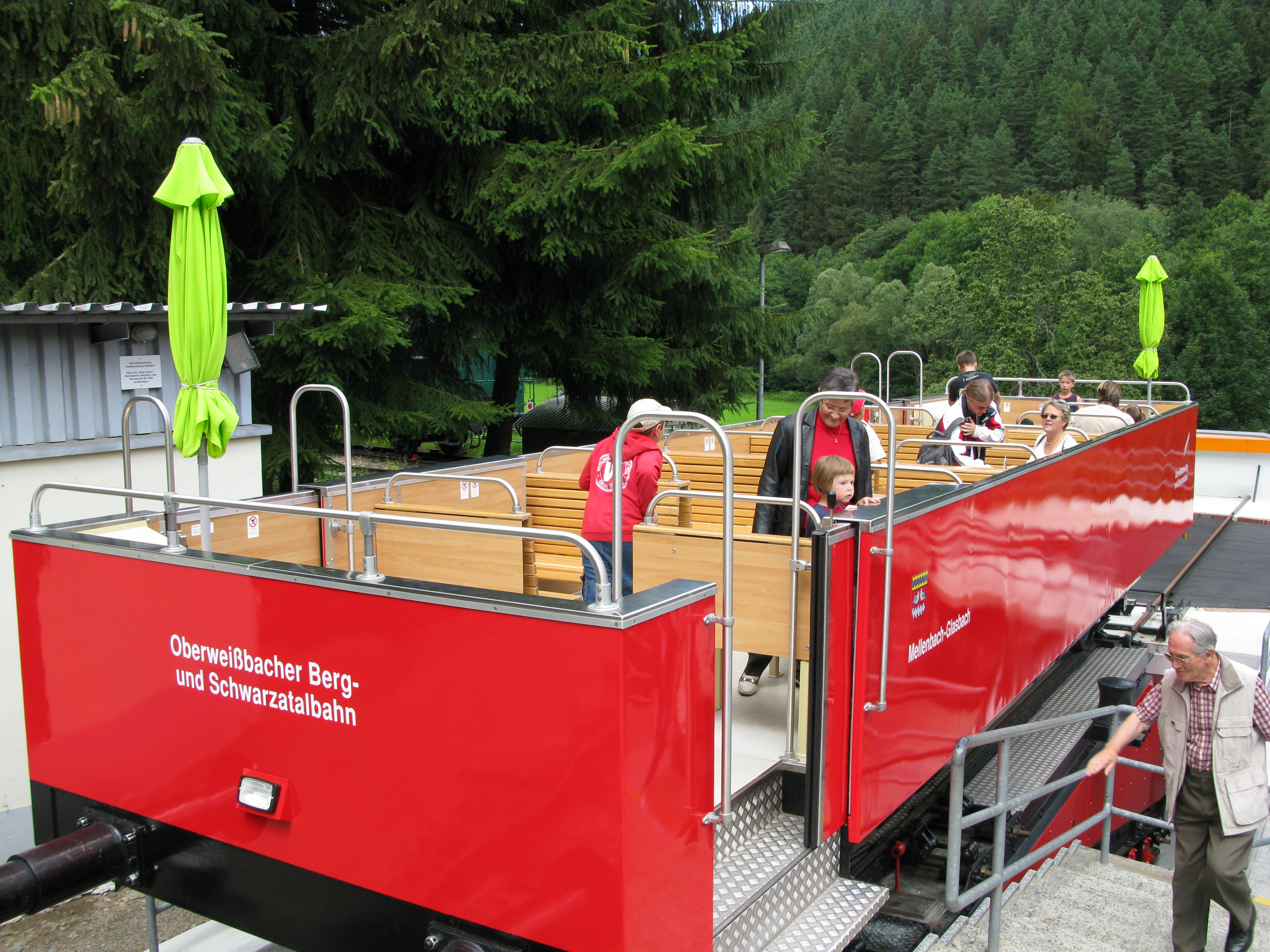
Cabriowagen

Seit 1924 kann die Güterbühne auch zur Personenbeförderung genutzt werden. Dabei kam zunächst ein von der Reichsbahndirektion Magdeburg ausgemusterter regelspuriger Personenwagen als sogenannter Aufsatzwagen zum Einsatz. Von Ausnahmen abgesehen stellt dies seit der Einstellung des Güterverkehrs die einzige Nutzung der Güterbühne dar. Heute wird der frühere Beiwagen EB 188 513 der ehemaligen Schleizer Kleinbahn aufgesetzt. Nachdem 1969 der elektrische Betrieb zwischen Schleiz und Saalburg aufgegeben wurde, kam er zur Bergbahn und wurde 1972 entsprechend angepasst. Er bietet jedoch nur 32 Sitzplätze. Seit 2008 kommt von Mai bis Oktober bei guter Witterung alternativ ein offener Personenwagen ohne Dach zum Einsatz. Die einfache Fahrtzeit beträgt 18 Minuten.
2001 bis 2002 wurde die Standseilbahn grundüberholt, das Gleisbett wurde teilerneuert, das Zugseil ersetzt, für den Seilantrieb wurden Drehstrom-Asynchron-Motoren eingebaut. Seitdem wird die Bahn von den Wagen aus gesteuert; davor geschah das in der Bergstation.
Im November gibt es jährlich eine Betriebsruhe zur Inspektion.

## Adhäsionsstrecke

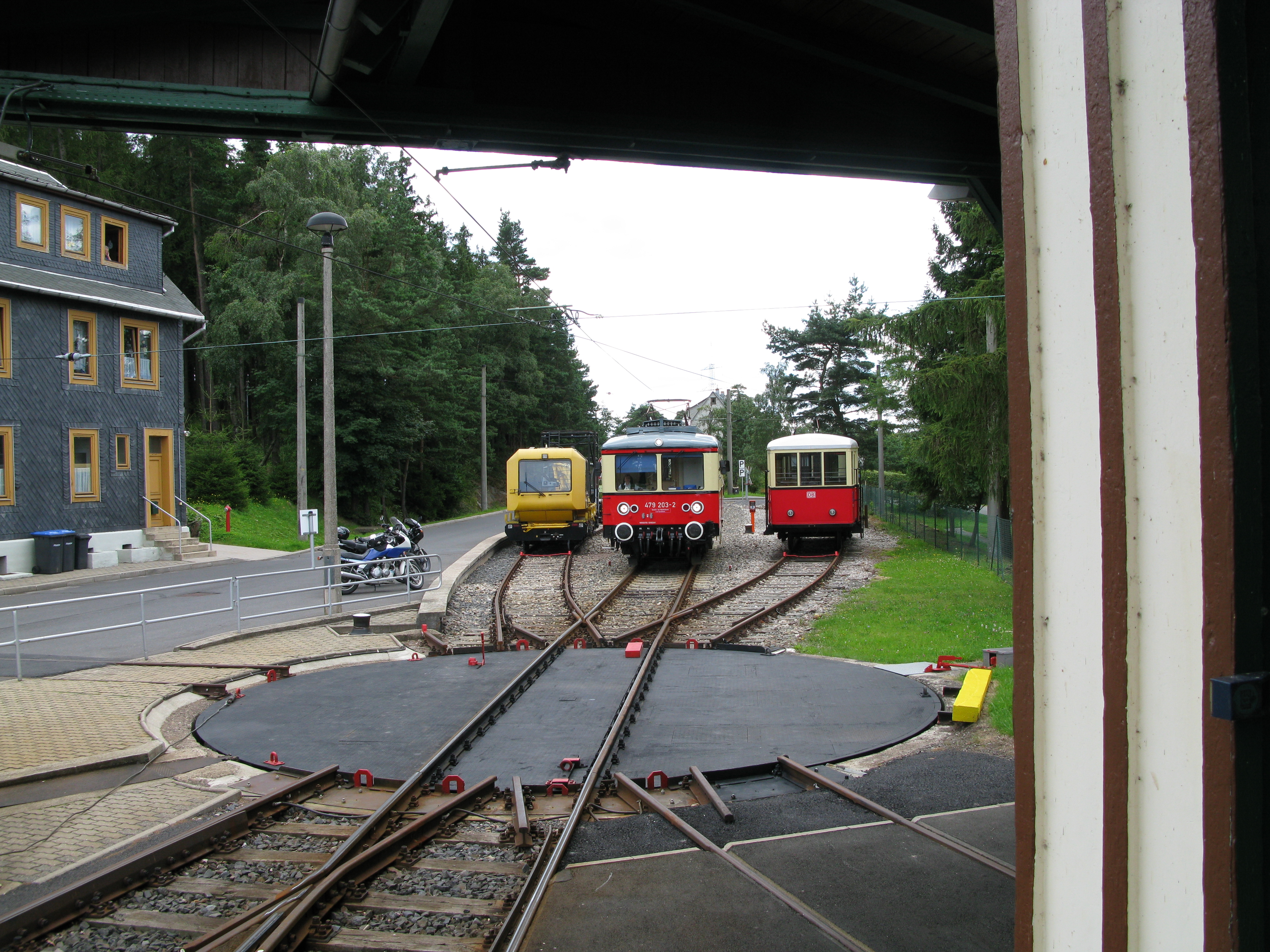
Drehscheibe im Bahnhof Lichtenhain

Die Adhäsionsstrecke ist 2,635 Kilometer lang und verbindet die Bergstation Lichtenhain a. d. Bergbahn mit Cursdorf, einzige Zwischenstation ist der Haltepunkt Oberweißbach-Deesbach. Die Kilometrierung der Flachstrecke erfolgt dabei bereits durchgehend ab Obstfelderschmiede, Bergbahn und Flachstrecke werden traditionell als betriebliche Einheit betrachtet.
Die Adhäsionsstrecke ist seit Eröffnung der Strecke elektrifiziert. Die Fahrdrahtspannung betrug zunächst 500 Volt Gleichstrom, im Zuge des 1982 durchgeführten Austauschs der Triebwagen wurde sie auf 600 Volt erhöht. Ursprünglich fanden an der Strecke geschlagene Fichten als Fahrleitungsmasten Verwendung, die nur einen kurzen Ausleger aus Flachstahl erhielten. Die Oberleitung lag somit nicht um die Mitte der Gleisachse, sondern nahezu über der Fahrschiene an der Seite der Fahrleitungsmasten. Deshalb hatten die eingesetzten elektrischen Triebwagen einen außermittig angeordneten Stromabnehmer. In den Monaten August und September 1979 wurden die Oberleitung erneuert und die alten Masten durch Betonmasten ersetzt. Seitdem verläuft die Oberleitung im üblichen Zickzack über der Gleisachse, und die Stromabnehmer konnten in die Mitte versetzt werden.
Heute befahren elektrische Triebwagen der Baureihe 479 die Strecke; für den Betrieb stehen insgesamt drei Wagen zur Verfügung. Planmäßig wird nur ein Umlauf eingesetzt (die einfache Fahrtzeit beträgt acht Minuten), fallweise wird dieser eine Umlauf auch mit einer Doppeltraktion gefahren – in diesem Fall werden zwei von drei Fahrzeugen gleichzeitig benötigt. Für einen stufenlosen Einstieg in die Fahrzeuge haben die Stationen an der Strecke eine Bahnsteighöhe von 96 Zentimetern.
Während Personen stets in Lichtenhain umsteigen müssen, wurden normalspurige Güterwagen bis 1966 durchgehend befördert. Sie wurden mit der Güterbühne der Standseilbahn transportiert und dann auf der Flachstrecke an einen der Triebwagen angehängt. Deshalb verfügen alle Fahrzeuge der Flachstrecke bis heute über normale Schraubenkupplungen und Seitenpuffer. Seit dem Rückbau von Lade- und Überholgleisen nach Einstellung des Güterverkehrs besteht die Strecke außerhalb des Bahnhofs Lichtenhain nur noch aus einem Gleis.

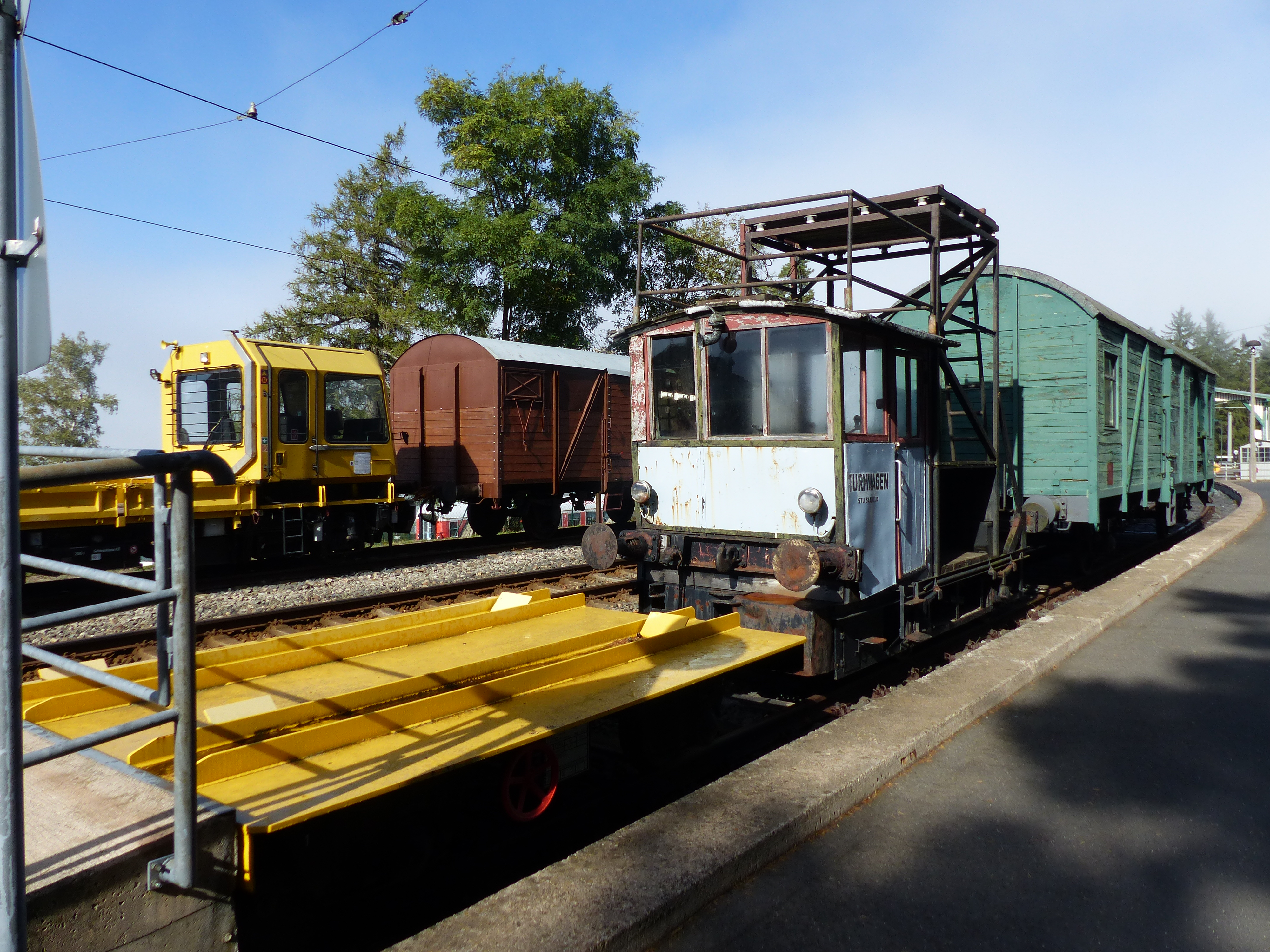
Gleisarbeitsfahrzeug (links) und der ehemals genutzte Turmwagen im Bahnhof Lichtenhain an der Bergbahn

Für den Streckenunterhalt stehen einige eigene Bahndienstfahrzeuge zur Verfügung. Neben einem Gleisarbeitsfahrzeug der Bauart SKL 26 sind es zwei Skl-Anhänger mit einem Schneepflug beziehungsweise einer fest darauf montierten Hubbühne für Oberleitungsarbeiten. Letzterer löste einen mehrere Jahrzehnte alten Turmwagen ab.
Seit Mai 2016 verkehrt auf der Flachstrecke zwischen Lichtenhain und Cursdorf der sogenannte Olitätenwagen (479 205), dieser widmet sich ganz dem Thema Kräuter und Naturheilmittel und besitzt einige technische Besonderheiten. Unter anderem verfügt der Wagen über ein Panorama-Glasdach, Kräuter-Memory und einen Duftkasten. Er kommt wie der Cabrio-Wagen von Mai bis Oktober bei schönem Wetter zum Einsatz.

## Betriebsstellen

### Obstfelderschmiede

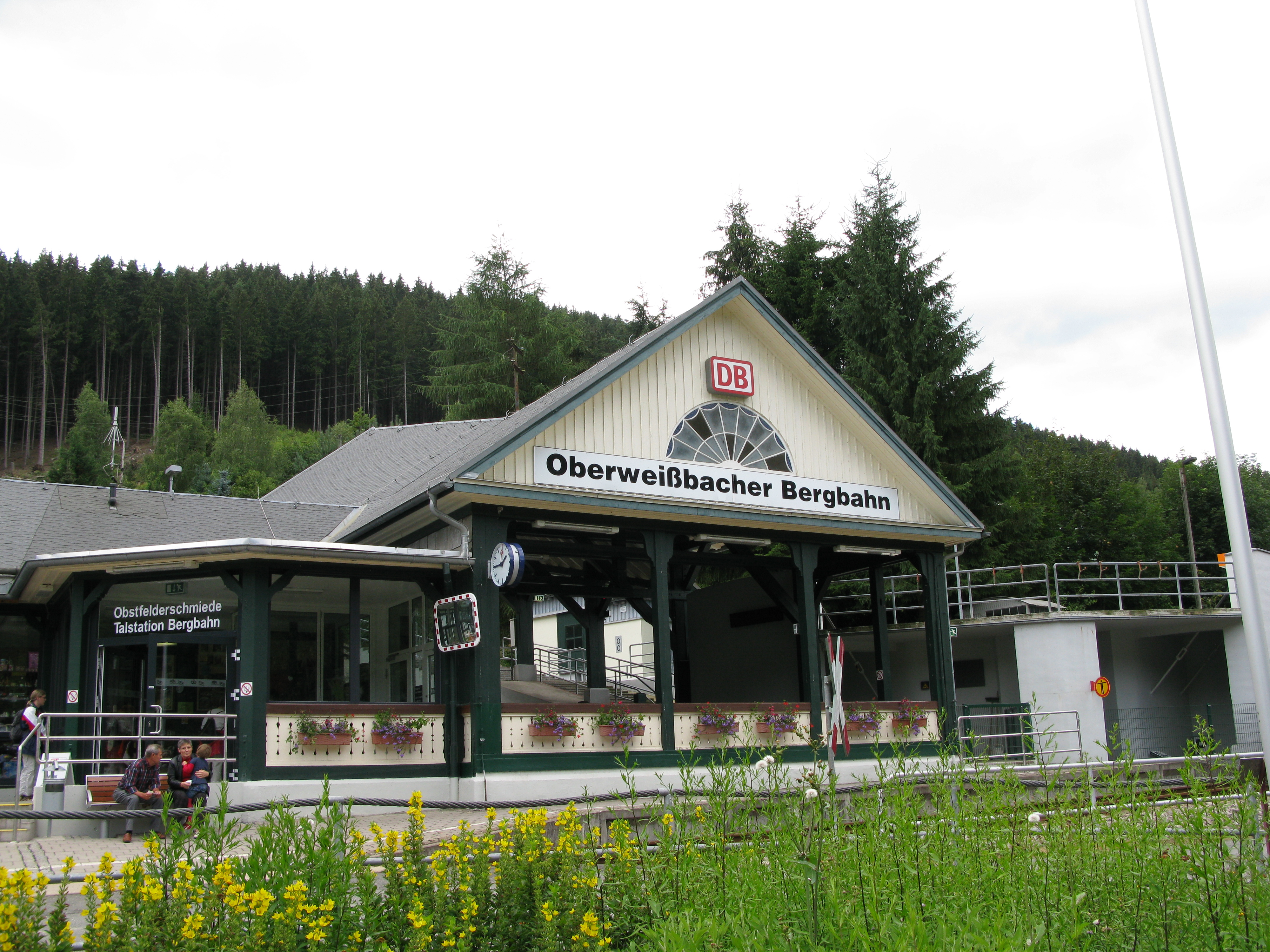
Der Haltepunkt Obstfelderschmiede stellt gleichzeitig die Talstation der Standseilbahn dar

Obstfelderschmiede ist ein Haltepunkt an der Schwarzatalbahn sowie Talstation der Standseilbahn. Zur Verbindung der beiden Strecken befindet sich einige 100 Meter westlich eine Anschlussweiche auf der Schwarzatalbahn, die zu je einem Übergabe- und Übernahmegleis führt. Die beiden 1:400 nach Osten geneigten Gleise haben 63 Meter Nutzlänge und enden in einer Drehscheibe mit 8,5 Meter Durchmesser. Da die Schwarzatalbahn eine stärkere Neigung aufweist, befindet sich die Drehscheibe 3,3 Meter oberhalb dieser Strecke hinter einer Stützmauer. In Richtung Standseilbahn schließt sich die Güterbühnengrube an die Drehscheibe an. An der Grube ist ein Seitenbahnsteig vorhanden, der den Zugang zum Aufsetzwagen im Personenverkehr ermöglicht.
Der genaue Haltepunkt des Personenwagens ist abhängig von der Seillängung, die stets an dessen Haltepunkt ausgeglichen werden muss, da die Güterbühne einen festen Haltepunkt benötigt. Daher besitzt die Personenwagenhalle einen Treppenbahnsteig sowie eine Messeinrichtung für die Seillängung.
Das eingeschossige Empfangsgebäude wurde als Holzfachwerkkonstruktion errichtet.

### Lichtenhain

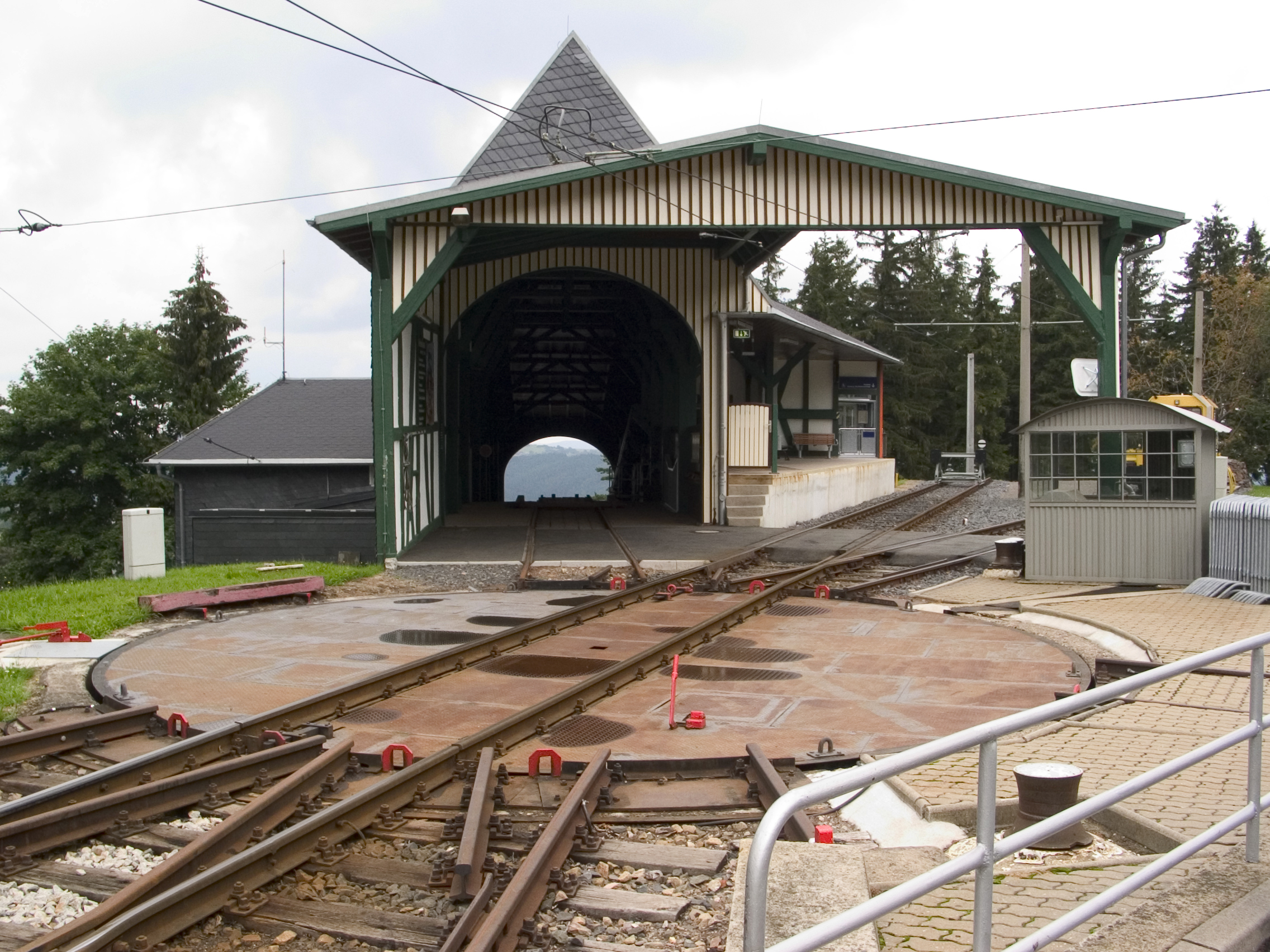
Lichtenhain/Bergbahn: links die Bergstation der Standseilbahn, rechts die Abfahrtsstelle der Adhäsionsbahn nach Cursdorf

Der Bahnhof Lichtenhain ist Bergstation der Standseilbahn und Ausgangspunkt der Adhäsionsstrecke. Das breitspurige Gleis der Standseilbahn endet in einer offenen Bahnsteighalle. Dem Zugang zum Personenwagen dient auch hier ein Treppenbahnsteig. Da in der Bergstation keine getrennten Gleise für Personenwagen und Güterbühne vorhanden sind, erfolgt der Zugang zum Aufsetzwagen über eine Plattform am selben Gleis.
Eine kleine verschiebbare Beladerampe befindet sich am obersten Ende der Steilstrecke zur Überbrückung der Lücke zwischen Güterbühne und dem in der Waagerechten liegenden Gleisanschluss der Flachstrecke. Dieser führt in Verlängerung der Steilstrecke direkt auf eine Drehscheibe, die Bahnsteiggleis, Ladestraße, weitere Abstellgleise und die Strecke nach Cursdorf verknüpft. Der Bahnsteig der Flachstrecke liegt direkt oberhalb des Treppenbahnsteigs und hat eine nutzbare Länge von 18 Metern.
Aufgrund der beengten Platzverhältnisse wurde das Empfangsgebäude in den Berg hineingebaut. Der Zugang vom Ort erfolgt durch einen Bahnsteigtunnel, und der Maschinenraum befindet sich teilweise unter der Steilstrecke.

### Oberweißbach-Deesbach

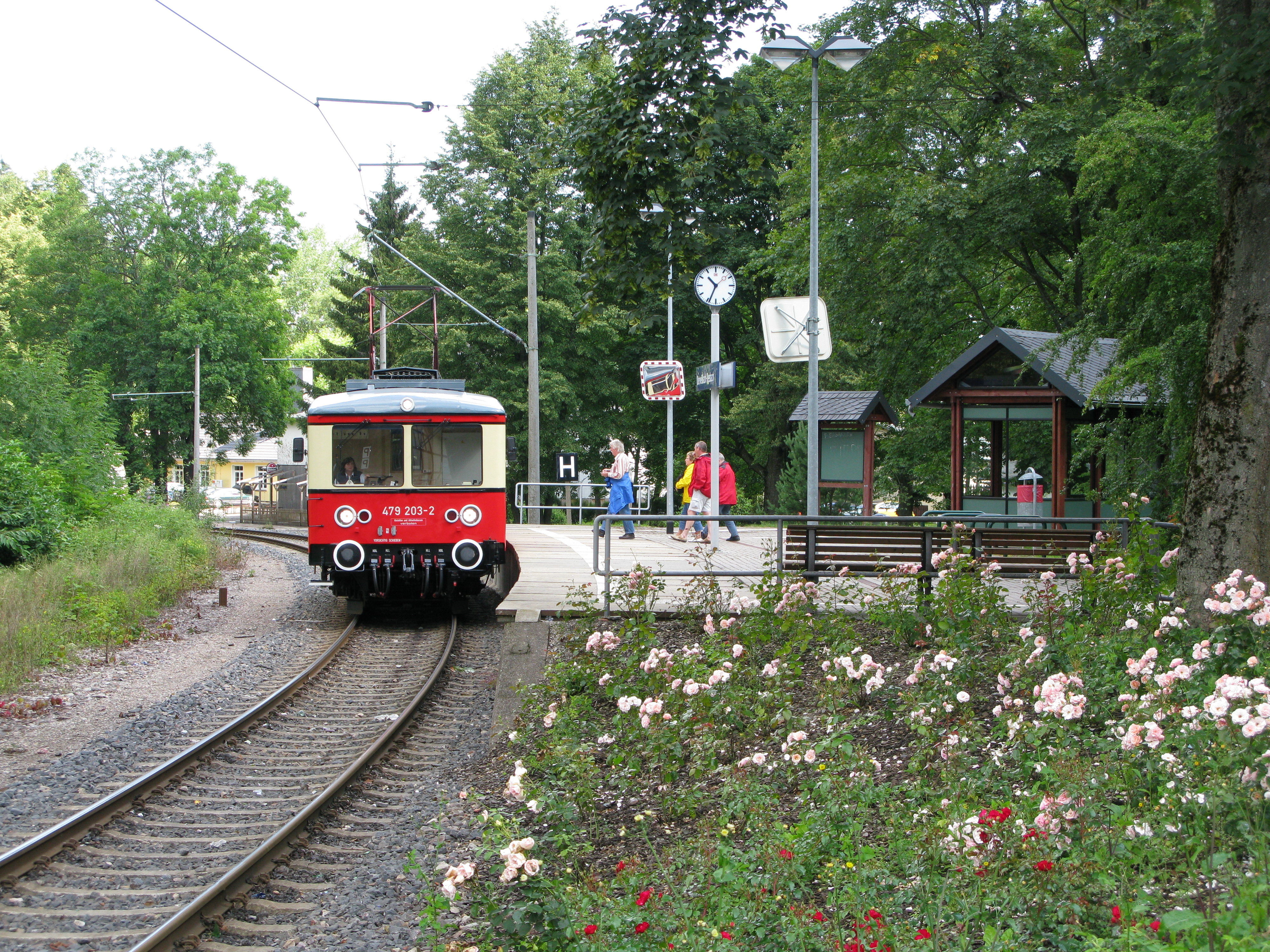
Haltepunkt Oberweißbach-Deesbach

Der Haltepunkt Oberweißbach-Deesbach besaß früher ein Überholgleis sowie zwei Ladegleise, die jedoch zurückgebaut wurden.

### Cursdorf

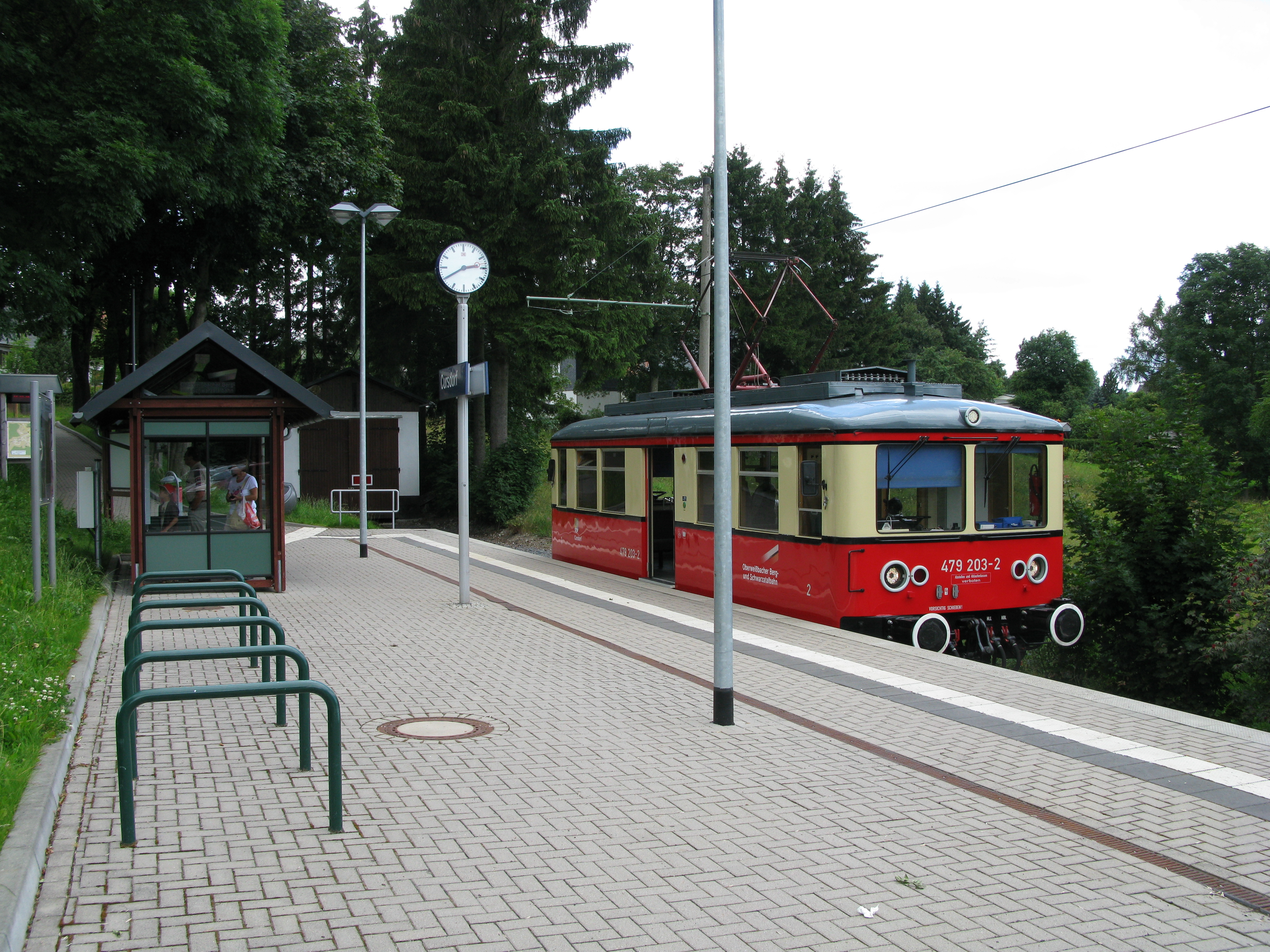
Haltepunkt Cursdorf

In Cursdorf endet das durchgehende Gleis der Strecke in einem einständigen Wagenschuppen, in dem der Beiwagen oder der Aufsetzwagen abgestellt werden. Seit dem Rückbau des früher vorhandenen Ladegleises ist Cursdorf nur noch Haltepunkt.

## Tarif
Im Betrieb der Deutschen Reichsbahn war die Gesamtstrecke vollständig in den Deutschen Eisenbahn-Personentarif integriert. Somit konnten aus dem gesamten DR-Netz durchgehende Fahrkarten zu den Stationen der Bergbahn erworben werden. Jedoch wurde die Seilbahnstrecke mit sieben Tarifkilometern angerechnet, eine Einzelfahrt Obstfelderschmiede–Lichtenhain a d Bergbahn kostete damit 60 Pfennig. Unter Zugrundelegung der wahren Streckenlänge hätte diese Fahrt nur 30 Pfennig gekostet.
Die Deutsche Bahn wiederum löste die Bergbahn einschließlich der Adhäsionsstrecke aus ihrem regulärem Preissystem, obwohl sowohl die Seilbahnfahrten als auch die Züge auf der Flachstrecke als Zuggattung Regionalbahn (RB) verkehren. Es gilt ein Sondertarif, der deutlich über den üblichen Preisen im Öffentlichen Personennahverkehr liegt. Durchgehende Fahrkarten zu den Stationen der Bergbahn können weder nach DB-Fernverkehrstarif noch nach Deutschlandtarif gelöst werden. Steilstrecke und Flachstrecke sind nicht Bestandteil des Verkehrsverbundes Mittelthüringen (VMT). Jedoch gilt das Deutschlandticket, ebenso ist die Unentgeltliche Beförderung für Schwerbehinderte gegeben. Den Besitzern einer BahnCard, gleich welcher Variante, werden zudem drei Euro Ermäßigung gewährt. Fahrkarten der Bergbahn berechtigen dabei auch zur An- und Abfahrt mit der Schwarzatalbahn. In den Monaten Juni, Juli und August 2022 galt außerdem auch bei der Bergbahn und auf der Flachstrecke das 9-Euro-Ticket; dies gilt seit Mai 2023 für das Deutschlandticket.

## Fahrradmitnahme
Im Zuge der Restaurierung wurde dem Personenwagen 2002 am bergseitigen Ende eine Fahrradbühne angebaut. Sie ist nur am Fahrgestell befestigt und kann acht Fahrräder aufnehmen. Seither ist die Fahrradmitnahme bei jeder zweiten Fahrt möglich, im Aufsetzwagen ist der Transport von Fahrrädern weiterhin nicht möglich. In den Triebwagen der Flachstrecke können ebenfalls Fahrräder mitgenommen werden.

## Sonstiges

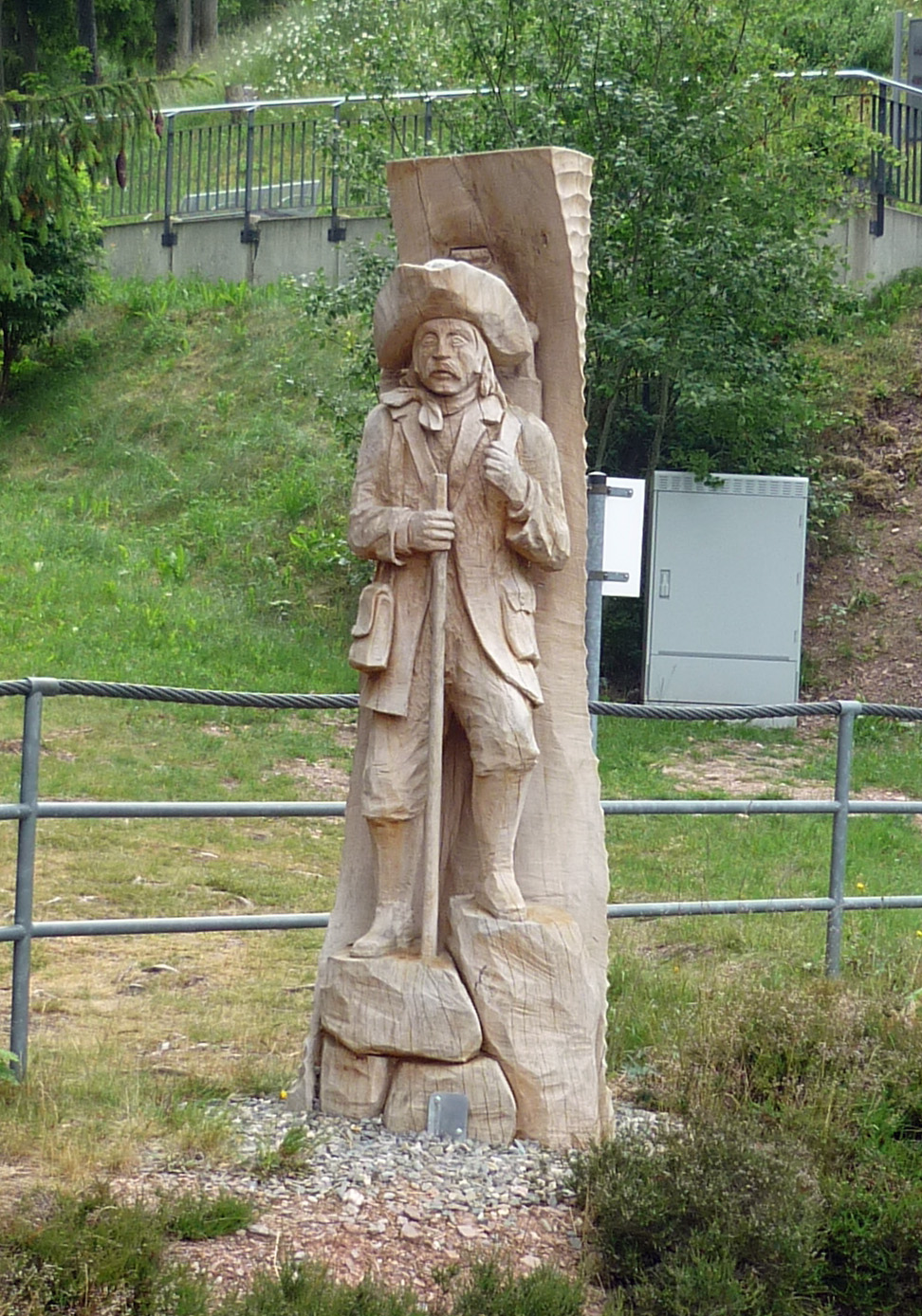
Holzskulptur Buckelapotheker

Am 1. September 1922 kam es zu einem kuriosen Betriebsunfall. Der Maschinist hatte trotz des strengen Verbots den Antriebsmotor der Seilbahn in Leerlauf arbeiten lassen. Als das nicht unbeträchtliche Seilgewicht auf die Talseite überging, geriet die Seilbahn außer Kontrolle, die Fahrzeuge waren nicht mehr zu bremsen und der Fördermotor wurde vom restlichen Antrieb soweit überdreht, dass er auseinandergerissen wurde. Es blieb bei Sachschaden, der aber nicht unerheblich war.
- Zeitweise gehörten ein Pferd, ein Tafelwagen und ein Transport-Schlitten zum Bestand der Oberweißbacher Bergbahn: Nachdem sich der als Bahn-Spediteur beauftragte örtliche Fuhr-Unternehmer als unzuverlässig erwiesen hatte, wurde ihm 1929 der Vertrag gekündigt und die OBB übernahm diese Aufgabe selbst. Die Anschaffung eines gebrauchten Klein-Transporters wurde dabei in Anbetracht der winterlichen Straßenverhältnisse als unzweckmäßig erachtet.
- In der DDR gab es auf der Schwarzatalbahn mit dem D 900 / 903 als sog. Urlauberschnellzug eine regelmäßige Schnellzugverbindung zwischen Katzhütte und Dresden, für die auch ein Halt in Oberfelderschmiede vorgesehen war. Da in der DDR ein Großteil der Urlaubsreisen mit dem Zug stattfand, war diese Verbindung gut frequentiert. War in einer der Berggemeinden An- oder Abreisetag, bedeutete das für die Bergbahn und deren Personal oft Höchstleistung mit Sonderfahren und voll besetzen Wagen, um in kurzer Zeit hunderte von Urlaubern zwischen Lichtenhain und Obstfelderschmiede zu befördern.
- 2005 wählten die Bürgermeister der in der Bergbahnregion zusammengeschlossenen Gemeinden eine „Bergbahnkönigin“. Das Amt bekleidet die in Cursdorf lebende Sängerin Sylvia Potreck (Duo Sylvia & Laurent).[9][10]
- Am Jubiläumstag 80 Jahre Oberweißbacher Bergbahn – im Mai 2003 – wurden 5628 Fahrgäste befördert. Im Jahr 2003 wurden insgesamt 196.000 Fahrgäste registriert.
- Die Restaurierung der Bahn wurde 2003 vom „Deutschen Bahnkundenverband“ mit dem Schienenverkehrspreis prämiert.
- Seit Inbetriebnahme wurde das Förderseil inzwischen zum 13. Mal ausgetauscht. Es wird einmal pro Jahr vom TÜV geprüft und ist für die achtfache Belastung ausgelegt.
- Im Rahmen eines Holzbildhauersymposiums 2012 in Lichtenhain/Bergbahn entstanden zahlreiche Holzskulpturen mit Bezug zur Region, die an der Bergbahnstrecke aufgestellt wurden, z. B. der Buckelapotheker, das Kräuterweib, die Porzeline, u. a.
- 2015 wurden die Bahnhöfe Obstfelderschmiede und Lichtenhain von der „Allianz pro Schiene“ mit dem Titel „Bahnhof des Jahres“ ausgezeichnet. Als Begründung wurde genannt: „Deutschlands steilste Standseilbahn bietet die bruchlose Einbettung raffinierter Ingenieurskunst in eine überaus liebliche Landschaft“.[11]
- 2017 wurde das Erlebnismuseum „Maschinarium“ eröffnet.[12] In diesem kann die Antriebsanlage der Bergbahn besichtigt werden.
- Der Kriminalroman „Letzter Ausstieg Thüringen“ (Emons Verlag 2020, ISBN 978-3-7408-0773-3) von Julia Bruns handelt von der Oberweißbacher Bergbahn.